# Eure
Eure este un departament în nordul Franței, situat în regiunea Normandia. Este unul dintre departamentele originale ale Franței create în urma Revoluției din 1790. Este numit după râul omonim care traversează departamentul.

## Localități selectate

### Prefectură
- Évreux

### Sub-prefecturi
- Les Andelys
- Bernay

### Alte orașe
- Vernon

## Diviziuni administrative
- 3 arondismente;
- 43 cantoane;
- 675 comune;